# Asparagus punjabensis
Asparagus punjabensis är en sparrisväxtart som beskrevs av J.L.Stewart. Asparagus punjabensis ingår i släktet sparrisar, och familjen sparrisväxter. Inga underarter finns listade i Catalogue of Life.